# Stuart Turner (baseball)
Pour les articles homonymes, voir Stuart Turner.
Randy Stuart Turner (né le 27 décembre 1991 à Eunice, Louisiane, États-Unis) est un ancien receveur de la Ligue majeure de baseball.

## Carrière
Joueur des Rebels de l'université du Mississippi, Stuart Turner est repêché par les Twins du Minnesota au 3e tour de sélection en 2013. Il joue en ligues mineures avec des clubs affiliés aux Twins de 2013 à 2016, atteignant le niveau Double-A cette dernière année. Le 8 décembre 2016, Turner est réclamé par les Reds de Cincinnati à l'annuel repêchage de règle 5.
Turner fait ses débuts dans le baseball majeur avec les Cincinnati le 6 avril 2017.